# Річки Донбасу (скульптура)
Річки Донбасу — кована скульптура-фонтан у Донецьку.
Установлена в 2007 році на бульварі Пушкіна. Викувана колективом донецьких ковалів.
Являє собою козацький човен виготовлений з оцинкованої сталі. Декоративні елементи виконані з міді. Вітрило в човна виконаний у вигляді крил.
На бортах човна написані назви найбільших річок Донецької області. На лівому борті: Сіверський Донець, Кальміус, Бахмутка, Вовча. На правому борті: Солона, Кринка, Міус, Кальчик.
Човен знаходиться в невеликому басейні з міні-водоспадом.
Робота з ковки судна зайняла в ковалів два місяці.
За словами глави Донецького Союзу ковалів України Віктора Івановича Бурдука найважче ковалям було викувати крила.